# オペラシアターこんにゃく座

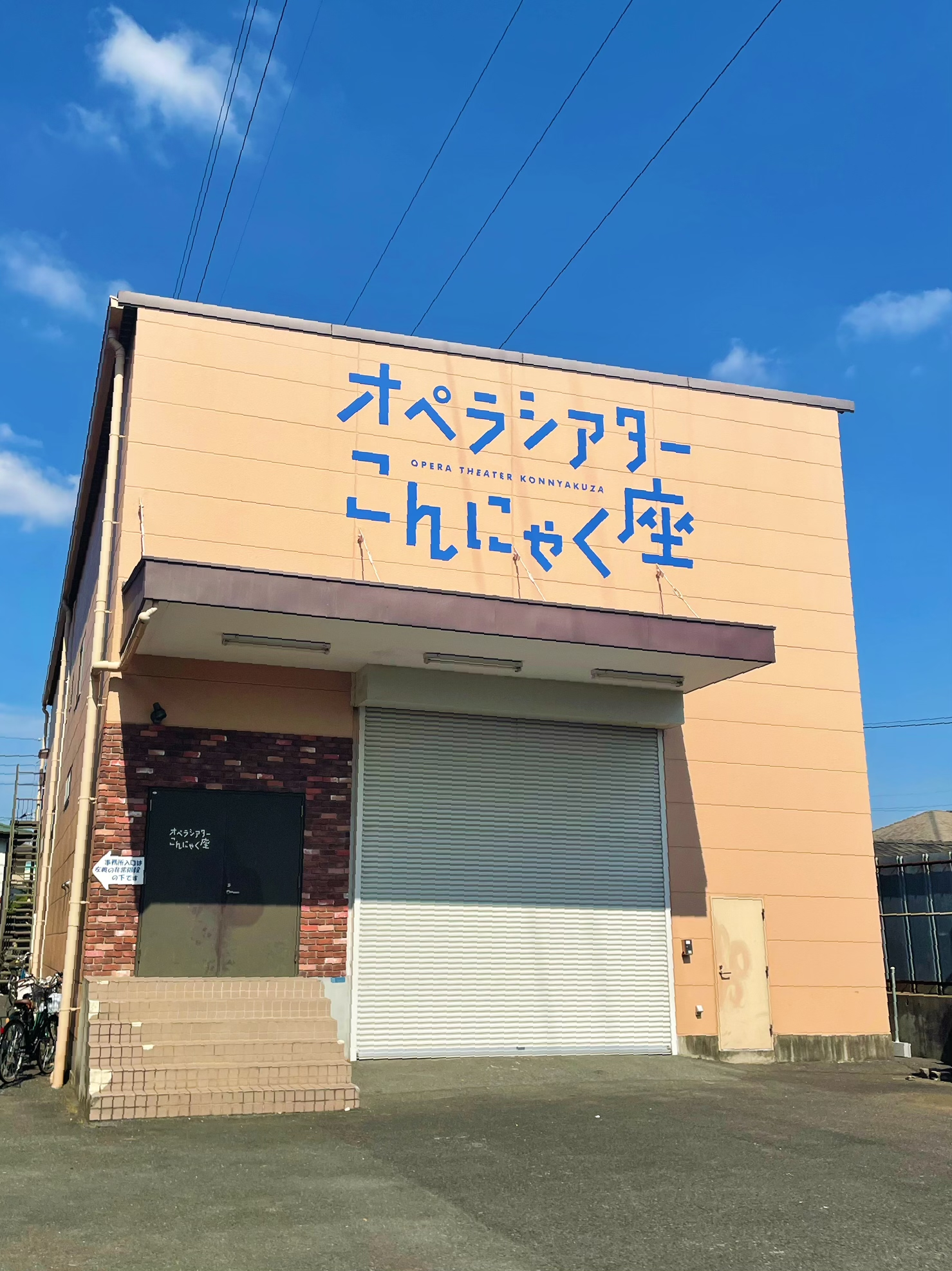
こんにゃく座稽古場（神奈川県川崎市）

オペラシアターこんにゃく座（オペラシアターこんにゃくざ）は、1971年に設立されたオペラ・カンパニー。通称こんにゃく座。

## 概要

### 歩み
1965年、東京芸術大学声楽科3年生の6名により、「こんにゃく体操クラブ」が結成される。学内の芸術祭での「ラ・ボエーム」（プッチーニ作曲）や「あまんじゃくとうりこひめ」（林光作曲）などの上演を経て、言葉（日本語）がはっきりわかるオペラを創作・上演する目的で、1971年には有志8名によって「オペラ小劇場こんにゃく座」を結成し、1974年に本格的な旗揚げ公演をおこなう。この年の9月13日の「あまんじゃくとうりこひめ」北海道公演を林光が見に行ったことから、こんにゃく座は林光を音楽監督として迎える道を辿る。
座は次第に拡大していき1984年5月にはモーツァルトのオペラ「フィガロの結婚」を上演するが、それに燃え尽きてしまったかのようにこの頃から解散への動きが強まっていく。しかし各々がこんにゃく座を続けていくことの確認、準備を重ね、1985年には残った6名で新たに活動を続けることを決意する。この時に名前を「オペラシアターこんにゃく座」と改め、現在に至る。
近年では、年に2、3回の本公演（こんにゃく座主催の東京公演）を行う一方、旅公演では全国の学校やおやこ劇場、演劇鑑賞会等を回り、年間200～300公演の活動を続けている。

### 演奏形式
オペラといってもいわゆるグランド・オペラの形式はとらず、多くの演目が基本的にピアノ伴奏のみ、あるいはそれに加えて役者が打楽器や鍵盤ハーモニカを演奏する程度である。ただし一般的におこなわれるような「本来はオーケストラ伴奏のオペラを、代わりにピアノで演奏している」状態とはやや異なり、「はじめからピアノ一台で伴奏するために書かれたオペラ」がほとんどである。そのため、これらのオペラを「ピアノ・オペラ」と呼ぶことがある。「白墨の輪」（林光作曲）、「金色夜叉」（萩京子作曲）などはその代表的な作品とされる。
演目によっては、ピアノに加えクラリネットやヴァイオリンが加わったり、小編成のオーケストラが参加するものがある。編成の大きいものでは「ガリレイの生涯」（寺嶋陸也作曲）や「森は生きている・オーケストラ版」（林光作曲）などがある。これらもオーケストラではあるがピアノも使用されている。ピアノを全く使わない演目は少ないが、「北守将軍と三人兄弟の医者」（萩京子作曲）や「鹿踊りのはじまり」（林光作曲）などがある。
また、内容を聞き取れる歌唱表現に重点を置いているため、ベルカントで歌うこともないが、ミュージカルのようにマイクを用いることもない。
以上のように生演奏が基本であるため、劇団としては音響スタッフとの関わりが非常に少ない。ただし希ではあるが、SEで爆撃音などを流す場合がある。

### 演目
初期の演目には『あまんじゃくとうりこひめ』や『おこんじょうるり』のような民話オペラが多い。オペラシアターと改名した頃から『セロ弾きのゴーシュ』等の宮澤賢治作品によるオペラを取り上げるようになり、一方でシェイクスピアの『ハムレット』や『ロミオとジュリエット』等、海外の戯曲や文学作品によるオペラも上演し続けている。
その演劇性からミュージカルと見なされがちだが、ほとんどの作品が「オペラ××」と題されており、あくまでもオペラであることを強調している。モーツァルトの『魔笛』を翻案した『魔法の笛』だけが「歌芝居」となっているが、これは『魔笛』が厳密にはオペラでなくジングシュピールであることに由来する。

## 劇団員

### 作曲家
- 萩京子

### 歌役者
- 大石哲史
- 梅村博美
- 相原智枝
- 岡原真弓
- 青木美佐子
- 佐藤敏之
- 髙野うるお

- 富山直人
- 花島春枝
- 石窪朋
- 鈴木裕加
- 豊島理恵
- 彦坂仁美
- 太田まり

- 島田大翼
- 西田玲子
- 北野雄一郎
- 沢井栄次
- 沖まどか
- 熊谷みさと
- 齊藤路都

- 壹岐隆邦
- 金村慎太郎
- 川中裕子
- 武田茂
- 飯野薫
- 小田藍乃
- 小林ゆず子

- 鈴木あかね
- 高岡由季
- 冬木理森
- 泉篤史
- 吉田進也
- 入江茉奈
- 中村響

- 松田祐慈郎
- 白石温
- 川畑紀史
- 姫野綾弓

## かつて所属していた劇団員
- 多田羅迪夫
- 松下武史
- 佐山陽規
- 竹田恵子

## 主な作品
モーツァルト作曲によるオペラ『フィガロの結婚』と歌芝居『魔法の笛』の2作を除く多くの作品が、林光および萩京子の作曲（共作を含む）による日本語のオペラである。1971年の設立から2023年現在までに、約70作品の新作オペラを制作、上演している。
- オペラ『あまんじゃくとうりこひめ』（林光）
- オペラ『セロ弾きのゴーシュ』（林光）
- オペラ『森は生きている』（林光）
- オペラ『変身』（林光）
- オペラ『イヌの仇討あるいは吉良の決断』（林光）
- オペラ『CLUB MACBETH』（林光）
- オペラ『金色夜叉』（萩京子）
- オペラ『ロはロボットのロ』（萩京子）
- オペラ『想稿・銀河鉄道の夜』（萩京子）
- オペラ『おぐりとてるて―説教節「小栗判官照手姫」より―』（萩京子）
- オペラ『グスコーブドリの伝記』（寺嶋陸也）
- オペラ『あん』（寺嶋陸也）
- オペラ『ルドルフとイッパイアッテナ』（信長貴富）
- オペラ『フィガロの結婚』（モーツァルト）
- 歌芝居『魔法の笛』（モーツァルト）
- 喜歌劇『天国と地獄』（オッフェンバック）
- オペラ『アイツは賢い女のキツネ』（ヤナーチェク）
- オペラ『遠野物語』（萩京子、吉川和夫、寺嶋陸也）